# Cement stomatologiczny
Cementy stomatologiczne – materiały stosowane w stomatologii. W zależności od konsystencji gotowego materiału mogą być używane jako materiały podkładowe pod wypełnienia stałe (forma kitu), jako materiał do wypełnienia czasowego w zębach mlecznych (również forma kitu) oraz jako materiał do zacementowania elementów protetycznych stałych (forma gęstej śmietany). Używany jest w postaci proszku i płynu, które należy zmieszać i zarobić, aby otrzymać ostateczną postać.
Wyróżnia się cementy:
- cynkowo-fosforanowe (np. preparat Agathos)
- cynkowo-polikarboksylowe
- glassjonomerowe (inaczej zwane szkło-jonomerowymi)
- na bazie tlenku cynku z eugenolem
- na bazie wodorotlenku wapnia: twardniejące (Life) i nietwardniejące (Biopulp)